# Rainer Dieterich
Rainer Dieterich (* 20. März 1943 in Köthen) ist ein deutscher Psychologe. Er war von 1978 bis 2008 Professor für pädagogische Psychologie an der Helmut-Schmidt-Universität/Universität der Bundeswehr Hamburg.

## Leben
Sein Psychologiestudium begann er 1963 in Erlangen, setzte es in Braunschweig fort und schloss mit dem Diplom 1969 in Erlangen ab.
1969 wurde er Wissenschaftlicher Assistent ebendort, promovierte 1971, wurde Assistent an der Pädagogischen Hochschule Bayreuth, dann an der Pädagogischen Hochschule München - Pasing und der Universität München, wo er sich 1978 habilitierte.
Ab 1978 war er Professor für Pädagogische Psychologie am Fachbereich Pädagogik der Helmut-Schmidt-Universität/Universität der Bundeswehr Hamburg.
Dieterich lehrte im Diplomstudiengang Pädagogik, später auch im Bachelorstudiengang „Bildungs- und Erziehungswissenschaft“ und war  Sprecher (Dekan) des Fachbereichs. Er ist seit 2008 emeritiert.
Das Hauptforschungsgebiet von Dieterich war Lehren und Lernen. Weitere  Forschungsprojekte waren die Lernzustandsregulierung, und Simulatoren als Lernmedien.
Dieterich ist seit 1965 Mitglied der Prager Burschenschaft Teutonia und seit 2007 Mitglied der Burschenschaft Germania Königsberg zu Hamburg.

## Ehrungen
- Ehrenprofessor der Central Connecticut State University, New Britain, CT (1990)
- Ehrendoktor der Connecticut State University (2002).

## Publikationen
(nur Bücher)
- (1975). Einführung in die methodischen Grundlagen der Pädagogischen Psychologie. München: Reinhardt.
- (1977). Psychodiagnostik. Grundlagen und Probleme. München: Reinhardt.
- (1980). Kinder verstehen lernen. Ein Übungskurs in Pädagogischer Persönlichkeitspsychologie. Paderborn: Schöningh.
- (1981). Integrale Persönlichkeitstheorie - Chancen und Zielsetzungen einer pädagogisch-psychologischen Anthropologie. Paderborn: Schöningh.
- (als Hrsg.). (1983). Pädagogische Handlungskompetenz. Zum Theorie-Praxis-Problem in den Erziehungswissenschaften. Paderborn: Schöningh.
- (mit Elbing, E., Peagitsch, I. & Ritscher, H.): Psychologie der Lehrerpersönlichkeit. Der Lehrer im Brennpunkt erziehungswissenschaftlicher Reflexion. 1983. München: Reinhardt.
- (mit Reinert, G.B. als Hrsg.): Theorie und Wirklichkeit. Studien zum Lehrerhandeln zwischen Unterrichtstheorie und Alltagsroutine. 1986. Stuttgart: Lang.
- (mit anderen): Psychologische Perspektiven der Erwachsenenbildung. Herausgegeben von der Pädagogischen Arbeitsstelle des Deutschen Volkshochschulverbandes. 1987. Bad Heilbrunn: Klinkhart.
- (mit Pfeiffer, C. als Hrsg.): Freiheit und Kontingenz. Zur interdisziplinären Anthropologie menschlicher Freiheiten und Bindungen. 1992. Heidelberg: Asanger.
- (mit Rietz, I.): Psychologisches Grundwissen für Schule und Beruf. Ein Wörterbuch. 1996. Donauwörth: Auer Verlag GmbH.
- (2000). Lernen im Entspannungszustand. Göttingen: Verlag für Angewandte Psychologie.
- (2018). Sinngeschichte der Burschenschaft Germania Königsberg. Wechselwirkungen zwischen Zeitgeist und korporationsstudentischer Mentalität. Zwei Bände. Kiel: Eick.